# Spielberg bei Knittelfeld
Spielberg là một thị trấn thuộc huyện Knittelfeld trong bang Steiermark, nước Áo. Đô thị Spielberg bei Knittelfeld có diện tích 22,24 kilômét vuông, dân số cuối năm 2005 là 5060 người.

## Phân chia hành chính
- Einhörn
- Laing
- Lind
- Maßweg
- Pausendorf
- Sachendorf
- Schönberg
- Spielberg
- Weyern